# 工富保
工富 保（くとみ たもつ、1949年1月10日 - 2011年2月19日）は、日本の漫画編集者。男性。

## 経歴
高校時代は体操部で器械体操が得意だったという。
早稲田大学卒業後、1973年に講談社へ入社。新人社員として配属された『週刊少年マガジン』編集部では松本零士『男おいどん』終盤や永井豪を担当。1978年にはギャグ漫画家だった柳沢きみおに恋愛マンガを注文し、ラブコメブームを巻き起こす『翔んだカップル』を誕生させる。さらに小林まことの才能を見抜いてデビューに導き、『1・2の三四郎』の連載を決める。その後も、『シェリフ』（原作：鶴見史郎（すがやみつる）、画：真樹村正（現・どろんぱ））、『THE STAR』（島崎譲）などを担当。
『週刊少年マガジン』編集部に19年在籍した後、『BE・LOVE』や『BE・LOVEブライダル』の編集長を5年半務め、1998年2月より『モーニング』の2代目編集長、2001年8月より『イブニング』創刊編集長、2003年2月 から2004年12月まで『週刊少年マガジン』編集長を歴任した。
講談社の役職としては役員待遇第三編集局長を務め、2010年1月に定年退職した。
2011年2月9日に死去、62歳没。通夜には約500人が集まった。訃報を受け、工富と共につくった『翔んだカップル』が自分にとって本当の大ヒット作と自認する柳沢きみおは、約1週間ロウソクを灯して合掌したという。

## 人物
少年マガジンで担当した小林まことは工富の人柄を、「ノセ上手で魔法でもかけるように、打ち合わせで漫画家にアイデアを出させる」「特技は漫画家の原稿を見ている時、自分の持っているタバコの煙が眼に入って顔をしかめる」と述べている。
永井豪の『バイオレンスジャック』には「くとみ先生」として名前が使われた他、『イヤハヤ南友』にもキャラクターとして登場。小林まことの『I am マッコイ』ではチョイ役のモデルになった。